# Roger Tory Peterson

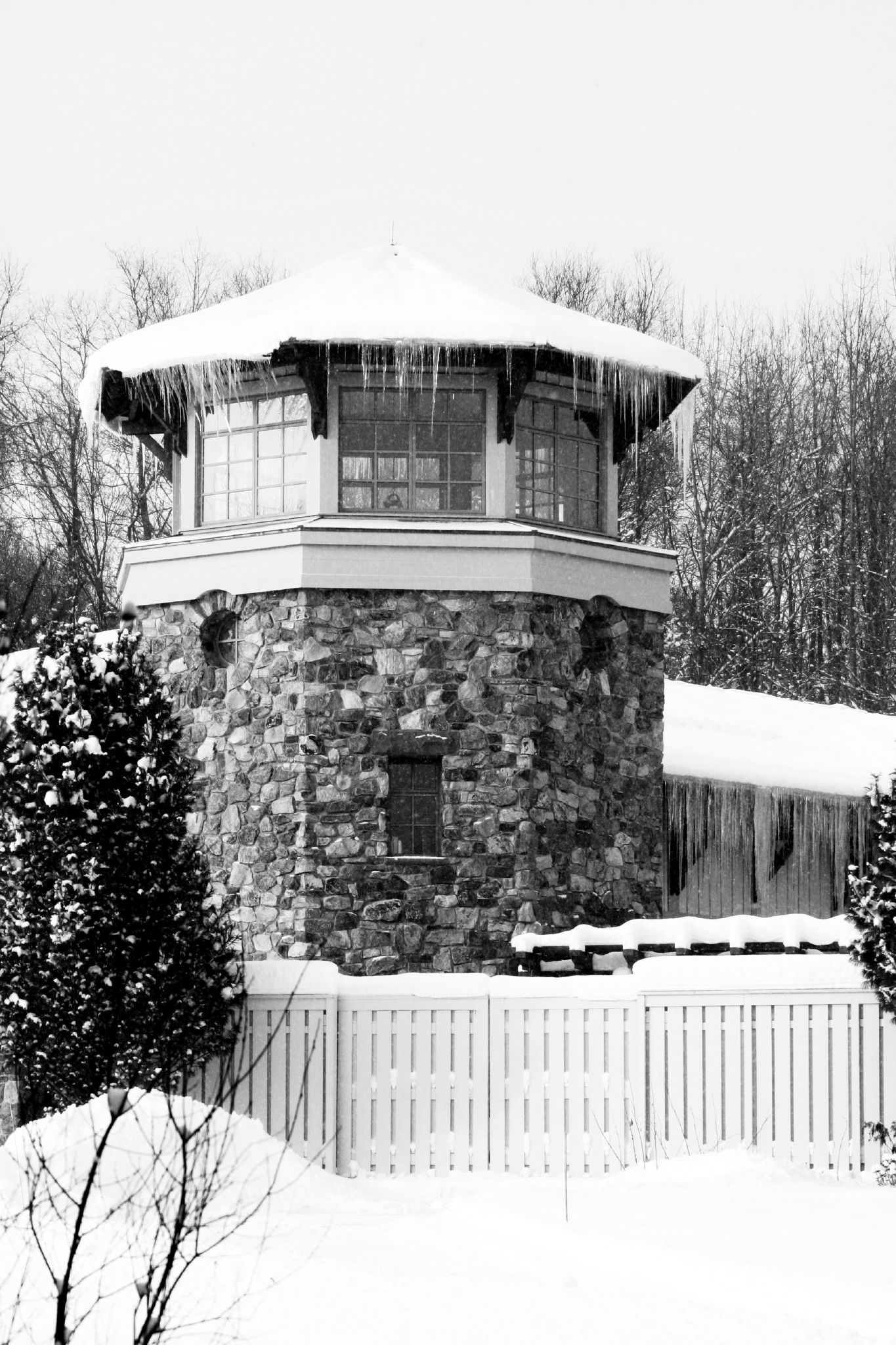
Instituto Roger Tory Peterson

Roger Tory Peterson (28 de agosto de 1908 - 28 de julio de 1996) fue un naturalista, ornitólogo, pintor y educador que fue uno de los inspiradores del movimiento ecologista del siglo XX.
Nació en Jamestown, Nueva York. En 1934 publicó su obra seminal Guide to the birds, la primera guía de campo moderna. Este libro tuvo cinco ediciones. Peterson editó o escribió muchos de los volúmenes de la serie Peterson Field Guide sobre diversos temas desde geología hasta escarabajos y reptiles. Es famoso por las claras ilustraciones de sus guías de campo y el claro resalte de las marcas relevantes para la correcta identificación en el campo. También desarrolló el llamado Peterson Identification System.
Peterson recibió numerosos premios americanos por sus contribuciones en ciencia natural, ornitología y conservación así como numerosas distinciones, medallas honoríficas incluyendo la Medalla Presidencial de la Libertad de los Estados Unidos.
Peterson coescribió Wild America junto con James Fisher.
"En este siglo, nadie ha hecho más para promover el interés por las criaturas vivas que Roger Tory Peterson, el inventor de la guía de campo moderna."
- Paul R. Ehrlich, ecólogo.
Peterson murió en 1996 en su casa de Old Lyme, Connecticut.

## Algunas publicaciones
- Peterson, Roger, Guy Mountfort, P.A.D. Hollom 1954. A Field Guide to the Birds of Britain and Europe, Collins
  - 1965 ed.: revisada y ampliada en colaboración con I.J. Ferguson-Lees y D.I.M. Wallace
  - 1971 impresión: ISBN 0 00 212020 8
  - 2004 ed.: ISBN 978-0007192342
- Peterson, R.T.; E. Chaliff. 1973. A Field Guide to Mexican Birds, Houghton Mifflin Co., Boston, Massachusetts.

### Contribuciones
- Eric Hosking's Birds - Fifty Years of Photographing Wildlife Eric Hosking con Kevin MacDonnell, Pelham Books (1979) ISBN 0 7207 1163 0 (Foreword; acreditado como "Tory Peterson")

- Datos: Q583448
- Especies: Roger Tory Peterson